# Lift Your Skinny Fists Like Antennas to Heaven
Albums de Godspeed You! Black Emperor
Slow Riot for New Zerø Kanada
(1999) Yanqui U.X.O.
(2002)
Lift Your Skinny Fists Like Antennas to Heaven (également connu sous le nom Levez Vos Skinny Fists Comme Antennas to Heaven) est le deuxième album du groupe Godspeed You! Black Emperor sorti en 2000 par les labels Constellation Records et Kranky. Il s'agit d'un double album.
Lift Your Skinny Fists Like Antennas to Heaven est un album particulier par sa structure et sa conception plus proche de celle d'une symphonie que d'un album de pop ou de rock. Les quatre titres de l'album sont composés de mouvements internes avec différents sous-titres. Tout l'album est instrumental, excepté les voix samplées, et débute avec un crescendo orchestral qui n'est pas sans rappeler le Boléro de Maurice Ravel.
La couverture intérieure du CD contient une création de William Schaff. L'édition double vinyle contient la même création, mais située sur la pochette. Le livret intérieur présente diverses images prises par le groupe.
Pour le magazine culturel Les Inrockuptibles, il s'agit du vingtième meilleur album des années 2000.

## Liste des titres
| Disque 1 | Disque 1 | Disque 1                                 | Disque 1 | Disque 1 | Disque 1 | Disque 1 | Disque 1 | Disque 1 | Disque 1 |
| No       | Titre | Durée                                    |          |          |          |          |          |          |          |
| -------- | --- | ---------------------------------------- | -------- | -------- | -------- | -------- | -------- | -------- | -------- |
| 1.       | Storm - Lift Yr. Skinny Fists Like Antennas to Heaven - Gathering Storm / Il Pleut à Mourir [+Clatters Like Worry] - Welcome to Arco AM/PM [L.A.X.; 5/14/2000] - Cancer Towers on Holy Road Hi-Way | 22:32 - 6:15 - 11:10 - 1:15 - 3:52       |          |          |          |          |          |          |          |
| 2.       | Static - Terrible Canyons of Static - Atomic Clock. - Chart #3 - World Police and Friendly Fire - [...+The Buildings They Are Sleeping Now]                                                        | 22:35 - 3:34 - 1:09 - 2:39 - 9:48 - 5:25 |          |          |          |          |          |          |          |
| 45:07    | |                                          |          |          |          |          |          |          |          |

| Disque 2 | Disque 2 | Disque 2                                               | Disque 2 | Disque 2 | Disque 2 | Disque 2 | Disque 2 | Disque 2 | Disque 2 |
| No       | Titre | Durée                                                  |          |          |          |          |          |          |          |
| -------- | --- | ------------------------------------------------------ | -------- | -------- | -------- | -------- | -------- | -------- | -------- |
| 1.       | Sleep - Murray Ostril: "They Don't Sleep Anymore on the Beach..." - Monheim - Broken Windows, Locks of Love Pt. III | 23:17 - 1:10 - 12:14 - 9:53                            |          |          |          |          |          |          |          |
| 2.       | Like Antennas To Heaven... - Moya Sings "Baby-o"... - Edgyswingsetacid - [Glockenspiel Duet Recorded On A Campsite In Rhinebeck, N.Y.] - "attention...mon ami...fa-lala-la-la..." [55-St.Laurent] - She Dreamt She Was A bulldozer, She Dreamt She Was Alone In An Empty Field - Deathkramp Drone - [Antennas To Heaven...] | 18:57 - 1:00 - 0:58 - 0:46 - 1:18 - 9:43 - 3:09 - 2:02 |          |          |          |          |          |          |          |
| 42:14    | |                                                        |          |          |          |          |          |          |          |

## Musiciens
- Roger Tellier-Craig (guitare)
- Norsola Johnson (violoncelle)
- Efrim Menuck (guitare)
- Mauro Pezzente (basse)
- David Bryant (guitare)
- Thierry Amar (basse)
- Sophie Trudeau (violon)
- Aidan Girt (percussions)
- Bruce Cawdron (percussions)